# Kare
Kare er en gammel landsby i Holbæk Sogn, Rougsø Herred (tidligere Randers Amt).
Landsbyen ligger nær grænsen mellem morænen (mod øst) og store engområder ud mod Randers Fjord (mod vest).
Kare landsby bestod i 1682 af 13 gårde og 4 huse uden jord. Det samlede dyrkede areal udgjorde 359,7 tønder land skyldsat til 47,19 tønder hartkorn. Dyrkningsformen var trevangsbrug.
Omkring år 1900 have Kare en skole og en købmandshandel.